# タイト・ロープ
「タイト・ロープ」 (Tight Rope) は、アメリカ合衆国のシンガーソングライターであるレオン・ラッセルが、マーク・ベノと組んでいたアサイラム・クワイアを解散した後、1972年にリリースした、ソロ・アーティストとしてのデビュー・ヒット・シングル。アルバムLP『カーニー (Carney)』のA面1曲目に収録されている。
この曲は、アメリカ合衆国のシングル・チャートである「Billboard Hot 100」で最高11位、『キャッシュボックス』誌の「Top 100」で最高10位まで上昇した。カナダでは、チャートの5位まで上昇した。
B面にカップリングされた「マスカレード」は、1976年にジョージ・ベンソンのカバーによってトップ10入りのヒットとなった。

## チャートの動き

### 週間シングル・チャート
| チャート（1972年）                             | 最高位 |
| ---------------------------------------------- | ------ |
| カナダ RPM Top Singles                         | 5      |
| アメリカ合衆国『ビルボード』誌 Hot 100         | 11     |
| アメリカ合衆国『キャッシュボックス』誌 Top 100 | 10     |
| アメリカ合衆国 WLS survey (Chicago)            | 8      |

### 年間チャート
| チャート（1972年）                     | 順位 |
| -------------------------------------- | ---- |
| アメリカ合衆国『ビルボード』誌 Hot 100 | 104  |

## 日本盤
日本盤シングルは、アメリカ合衆国盤と同じように「マスカレード」をB面に収めていたが、当初は曲名が「マスカラード」と表記されていた。